# Métmyoglobine
Cet article court présente un sujet plus développé dans : myoglobine.
La métmyoglobine est la forme oxydée de la myoglobine, une hémoprotéine abondante dans les muscles des mammifères. Elle est caractérisée par l'oxydation du cation de fer ferreux Fe2+ de l'hème b en fer ferrique Fe3+, ce qui donne une protéine de couleur brune, qui donne notamment sa couleur à la viande rouge vieillie. En revanche, la concentration en métmyoglobine demeure très faible dans le muscle vivant en raison de l'activité d'une enzyme, la métmyoglobine réductase, qui réduit le fer ferrique de la métmyoglobine en fer ferreux pour redonner de la myoglobine fonctionnelle en présence de cytochrome b5 et de NADH.